# Hans-Otto Pörtner
Hans-Otto Pörtner (* 22. Februar 1955 in Bünde) ist ein deutscher Ökologe und Klimaforscher. Er leitet die Abteilung für integrative Ökophysiologie am Alfred-Wegener-Institut. Er arbeitete an verschiedenen Berichten des Weltklimarates IPCC mit und wurde 2015 zum Ko-Vorsitzenden der IPCC-Arbeitsgruppe II gewählt.

## Leben  und Wirken
Pörtner studierte Biologie an der Westfälischen Wilhelms-Universität Münster und der Heinrich-Heine-Universität Düsseldorf und promovierte 1983 mit einer Arbeit über Tierphysiologie. Nach Forschungs-Aufenthalten in Deutschland und Nordamerika habilitierte er sich im Jahr 1990 in Düsseldorf in Zoologie. Seit 2005 ist Pörtner als W3-Professor am Alfred-Wegener-Institut und der Universität Bremen tätig.
Pörtners Arbeit befasst sich mit den Auswirkungen des Klimawandels, der Ozeanversauerung und der Hypoxie auf Meerestiere und Ökosysteme mit einem Schwerpunkt auf den Verbindungen zwischen ökologischen, physiologischen, biochemischen und molekularen Mechanismen, die Toleranz begrenzen und Biogeografie und Ökosystemfunktionen formen.
Pörtner wirkte an diversen Berichten des IPCCs mit. Er war Leitautor und koordinierender Leitautor beim Vierten und Fünften Sachstandsbericht des IPCC, arbeitete an dem Sonderbericht 1,5 °C globale Erwärmung, dem Sonderbericht über Klimawandel und Landsysteme und Sonderbericht über die Ozeane und die Kryosphäre und ist seit 2015 Ko-Vorsitzender der Arbeitsgruppe II des IPCC zu den Folgen der globalen Erwärmung.
2020 wurde er in die European Academy of Sciences aufgenommen. Sein H-Index lag im Februar 2022 bei 107.

## Positionen
Anlässlich der Veröffentlichung des Sonderberichts zur globalen Erwärmung von 1,5 Grad des IPCC forderte Pörtner gemeinsam mit den anderen Verfassern zur Überwindung der Klimakrise ein radikales Umdenken in der Klimapolitik, vor allem im Energiesektor, bei Verkehr und Landwirtschaft: „Jede weitere Erwärmung, besonders über 1,5 Grad hinaus, vergrößert die Gefahr lang anhaltender oder nicht mehr umkehrbarer Veränderungen wie etwa dem Verlust von Ökosystemen.“

## Veröffentlichungen
- H. O. Pörtner, R. Knust: Climate Change Affects Marine Fishes through the Oxygen Limitation of Thermal Tolerance. In: Science. Band 315, Nr. 5808, 2007, S. 95–97, doi:10.1126/science.1135471
- H. O. Pörtner, A. P. Farrell: Physiology and Climate Change. In: Science. 2008, S. 690–692, doi:10.1126/science.1163156
- R. K. Pachauri u. a.: Climate Change 2014: Synthesis Report. Contribution of Working Groups I, II and III to the Fifth Assessment Report of the Intergovernmental Panel on Climate Change. R. Pachauri and L. Meyer (Hrsg.), IPCC, Geneva, Switzerland 2014, ISBN 9789291691432